# Bressols
Bressols è un comune francese di 3 641 abitanti situato nel dipartimento del Tarn e Garonna nella regione dell'Occitania e a 50 chilometri da Tolosa

## Società

### Evoluzione demografica

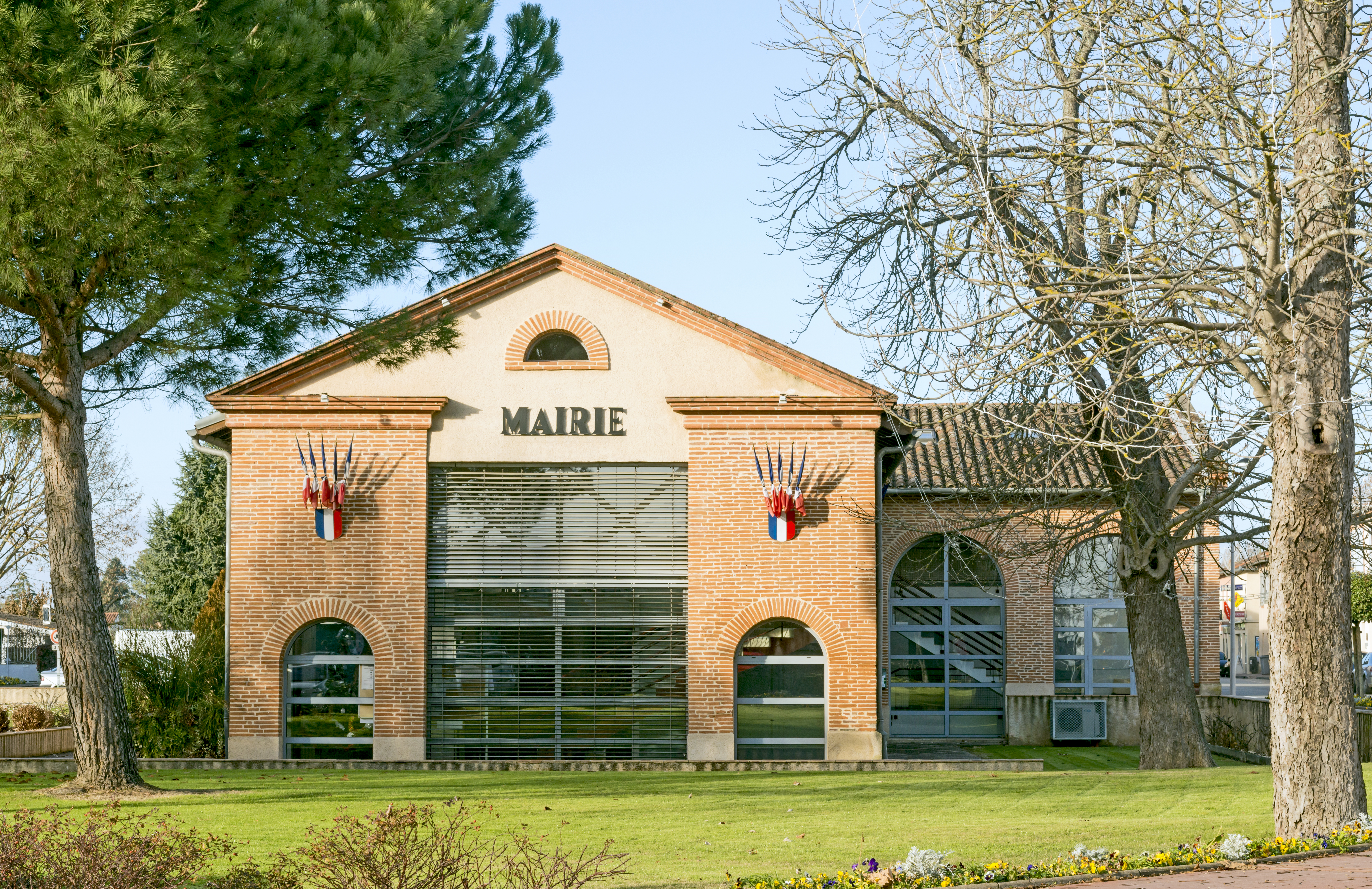
Il municipio

Abitanti censiti

## Amministrazione

### Gemellaggi
- Loria